# T. L. Sherred
Thomas L. Sherred (geboren am 27. August 1915 in Grand Rapids, Michigan; gestorben am 16. April 1985 in Detroit) war ein US-amerikanischer Science-Fiction-Autor.

## Leben
Sherred arbeitete lange Jahre in Detroit in der Automobilindustrie, zunächst am Fließband und später als technischer Autor und in der Werbung.
Seine bekannteste Erzählung ist seine erste, E for Effort (deutsch als Das Zeitkino), im Mai 1947 in dem Magazin Astounding Science Fiction erschienen, die seither vielfach nachgedruckt, anthologisiert und 1972 in Ben Bovas Anthologie The Science Fiction Hall of Fame aufgenommen wurde. Es geht in der Geschichte um ein Gerät, mit dessen Hilfe beliebige Szenen aus der Vergangenheit und Gegenwart auf Film aufgenommen werden können. Der Erfinder und sein Geschäftspartner nutzen das Gerät, um damit historische Filme für das Kino zu produzieren, die das Publikum durch Detailfülle und die Zahl von Statisten überraschen. Zunächst sind das Filme über die Antike, über Alexander den Großen und das Römische Reich. Als aber zunehmend näher an der Gegenwart liegende Ereignisse zum Filmthema werden – die Produzenten interessieren sich inzwischen weniger für Geld und mehr für historische Wahrheit – und die dunklen Seiten historischer Figuren auf der Leinwand abgebildet werden, regt sich zunehmend Widerspruch und Verdacht. Die Produzenten kommen vor Gericht und werden, nachdem sie gezwungenermaßen das Geheimnis ihres Apparates preisgegeben haben, zwar freigesprochen, anschließend aber kaltgestellt. Geheimdienst und Militär sehen in dem Apparat das ideale Spionagegerät und ein weiteres Mittel, amerikanische Überlegenheit zu zementieren. Es endet in der Katastrophe eines nuklearen Krieges. 
Algis Budrys schrieb über E for Effort, die Geschichte habe der Science-Fiction jener Zeit – die er mit einer „Waffenkammer der Nationalgarde“ verglich – „einen derartigen Stoß versetzt, dass einige alte Bretter heute noch scheppern.“ Der Hintergrund ist, dass die Science-Fiction der späten 1940er und John W. Campbells Astounding insbesondere einen von technischem Optimismus geprägten, politisch naiv bis nationalistisch gefärbten Standpunkt vertrat, in dem politische Satire mit aktuellem Bezug keinen Platz hatte. John Clute zufolge wurde die Story auch in Abwesenheit Campbells angenommen.
Sherreds publiziertes Werk ist schmal, neben E for Effort erschienen vier weitere Kurzgeschichten, die letzte (Bounty, 1972) in Harlan Ellisons bekannter Anthologie Again, Dangerous Visions, wo Sherred bekannte, er habe nur wenig geschrieben, da er nun dann schrieb, wenn er Geld brauchte, und würde infolge eines 1971 erlittenen Schlaganfalls wohl auch nichts mehr schreiben. Die ersten vier seiner insgesamt fünf Kurzgeschichten erschienen 1972 gesammelt in First Person, Peculiar.
Sein einziger zu Lebzeiten erschienener Roman Alien Island (1970) handelt von einem ersten Kontakt zwischen Aliens und den Menschen, die auf der Erde einen Handelsposten einrichten und sich dabei eines Gelegenheitstrinkers bedienen. Die Fortsetzung Alien Main wurde nach Sherreds Tod von Lloyd Biggle, jr. fertiggestellt. Auch eine Geschichte des amerikanischen Automobilbaus, an der Sherred viele Jahre gearbeitet hatte, wurde nicht mehr vollendet.
1985 ist Sherred im Alter von 69 Jahren gestorben. Ein Teil seines Nachlasses befindet sich in der Spenser Research Library der University of Kansas in Lawrence.  

## Bibliografie
Alien Island (Romanserie)
- 1 Alien Island (1970)
  - Deutsch: Eine Welt namens Erde. Ullstein Science Fiction & Fantasy #31079, 1984, ISBN 3-548-31079-6.
- 2 Alien Main (1985, mit Lloyd Biggle, jr.)

Sammlung
- First Person, Peculiar (1972)

Kurzgeschichten
- E for Effort (1947)
  - Deutsch: Das Zeitkino. In: Ben Bova, Wolfgang Jeschke (Hrsg.): Titan 16. Heyne Science Fiction & Fantasy #3827, 1981, ISBN 3-453-30729-1.
- Cue for Quiet (1953)
- Eye for Iniquity (1953)
  - Deutsch: Dollars aus der Luft. In: Kurt Luif (Hrsg.): Phantom der Freiheit. Pabel (Terra Taschenbuch #255), 1975.
- Cure, Guaranteed (1954)
- Bounty (1972)